# Lancia Thesis
Lancia Thesis (заводское название Type 841) — автомобиль бизнес-класса, производившийся итальянской компанией Lancia с 2001 по 2009 годы. Lancia Thesis пришёл на смену Lancia Kappa и имел атмосферные и турбонаддувные двигатели объёмом от 2 до 3,2 литра в конфигурациях рядные 5-цилиндровые и V-образные 6-цилиндровые.
Thesis, по сути, стал серийным автомобилем на основе концепт-кара Lancia Dialogos, появившегося в 1998 году. Представлен был автомобиль на Женевском автосалоне в марте 2001 года, а его интерьер был показан на Франкфуртском автосалоне. Продажи стартовали с июня 2002 года в Италии, а чуть позже автомобиль стал доступен и в других странах.

## История

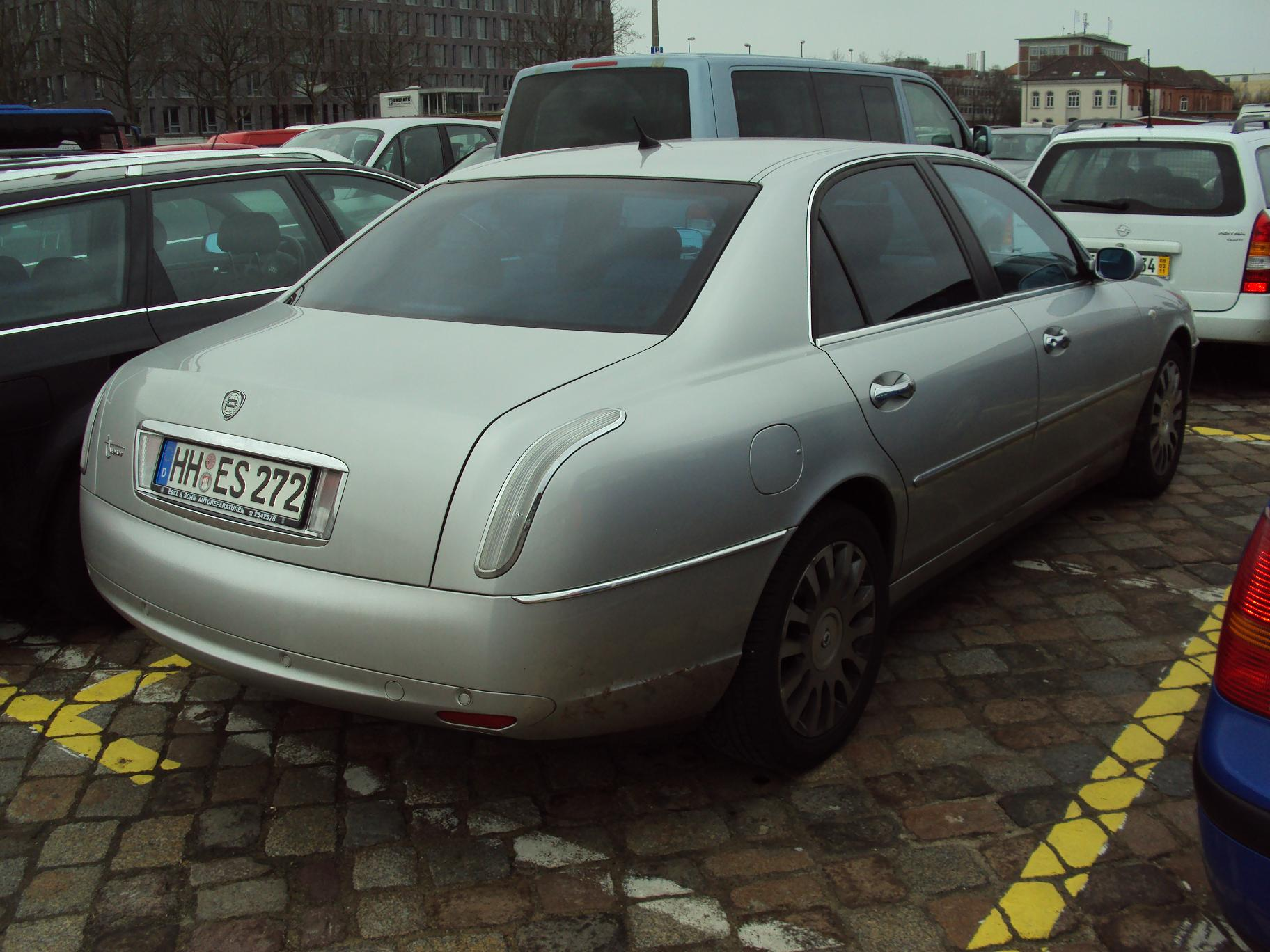
Вид сзади

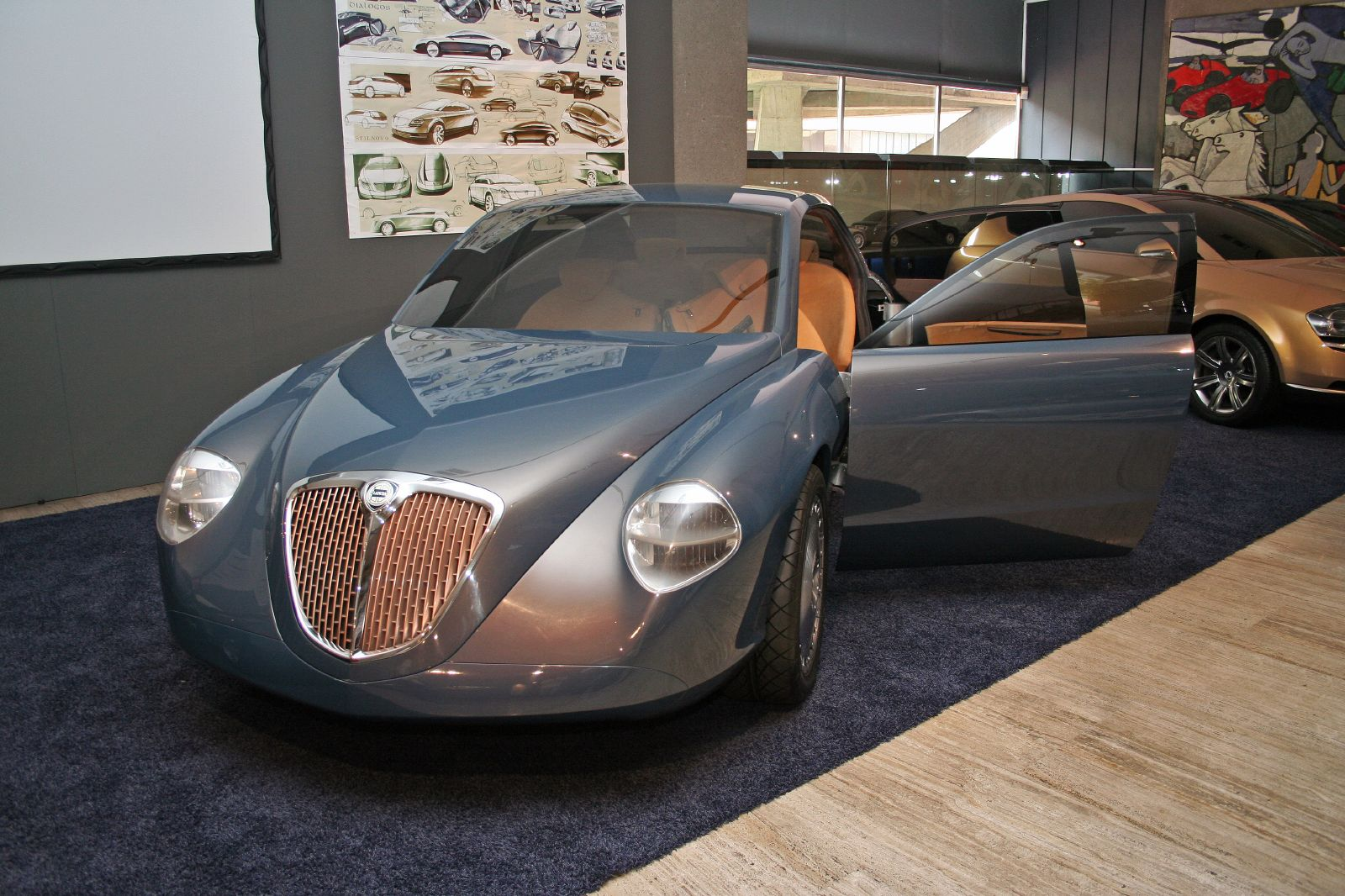
Концепт-кар Lancia Dialogos

Ранним прототипом Thesis был 2000 Giubileo, представленный Папе Римскому Иоанну Павлу II, имеющий очень похожий кузов.
Относительно дизайна, главный дизайнер Lancia говорил: «Люди будут искать оправдания, чтобы не покупать эту машину. Таким образом, мы хотим быть абсолютно уверены, что мы не дали им ничего, за что можно зацепиться.» Поэтому этот автомобиль был предназначен, чтобы соответствовать автомобилям бизнес-класса, Audi A6 и Mercedes E-class. Так же весомым аргументом в сторону покупателей были цены, на 15% ниже, чем у конкурентов. По мнению британских автомобильных журналистов, форма кузова была «спорной, но, безусловно, она восстанавливает подлинный итальянский альтернативный, самодовольный подход» к конкуренции. Примечательной особенностью интерьера было использование материалов высокого качества, присутствовали лакированные деревянные вставки, и металлические элементы в отделке центральной консоли.
Lancia инвестировала значительные средства в Thesis и, в отличие от предшественника, Kappa, который имел общую автомобильную платформу с Alfa Romeo 166, Thesis был разработан на собственном шасси. Автомобиль был оснащён сложной многорычажной алюминиевой подвеской, дополненной активной подвеской с адаптивными амортизаторами, которые также использовались на Maserati Spyder.
Это была первая «Лянча» оборудованная радаром адаптивного круиз-контроля (от фирмы Bosch).
Говоря об управляемости, британские журналисты писали, что автомобиль тяжёлый, но трудности в управлении нет. В салоне достаточно тихо. О ходовых испытаниях оставались очень положительные отзывы. Подвеска глотала большие глыбы, независимо от скорости, регулируемые амортизаторы полностью отрабатывали неровности. На поворотах крен отсутствовал, автомобиль удивительно хорошо управлялся.
Thesis оснащался 6-ступенчатой механической или 5-ступенчатой автоматической коробками передач. Интерьер отделывался кожей или замшей, похожей на алькантаровый материал, долго используемый компанией Lancia. Несмотря на весьма достойный уровень оснащения и другие преимущества, уровень продаж был ниже, чем у предшественника, Kappa, и намного ниже, чем у конкурентов и, в итоге, производство модели было завершено в начале 2009 года. За эти годы было построено 16'000 единиц. На смену Thesis, начиная с 2011 года, пришёл новый флагманский седан, основанный на втором поколении Chrysler 300, известный в континентальной Европе, как Lancia Thema.

## Lancia Thesis Stola S85

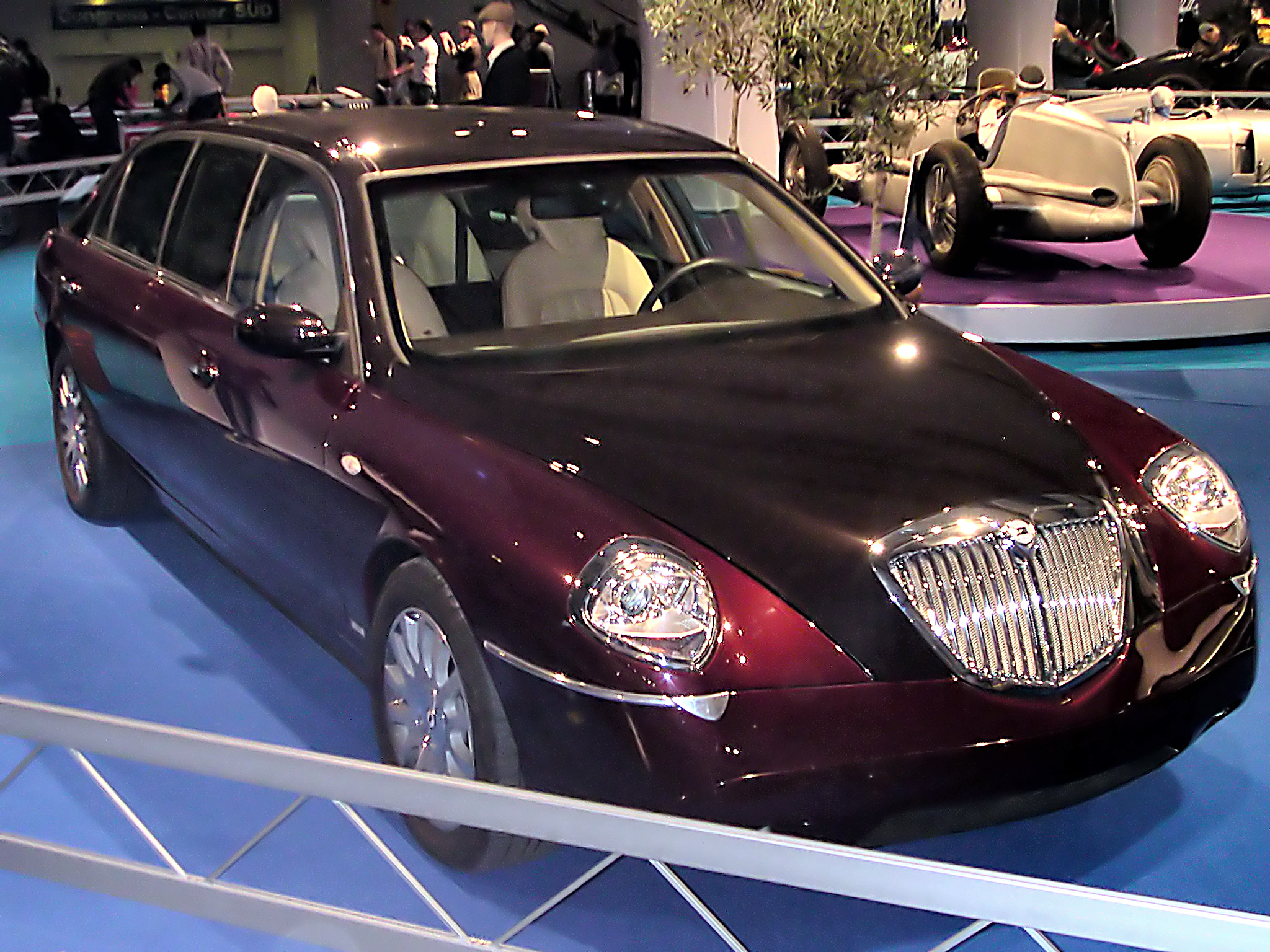
Stola S85

На Женевском автосалоне 2004 года был показан прототип лимузина, с увеличенной на 60 см колёсной базой (общая длина составила 5'490 мм), производившийся Stola S.p.A. и названный «Stola S85» в честь 85-летия компании Stola. Автомобиль имеет бежевый кожаный салон и электрически регулируемые задние сидения. Автомобиль оснащён также мини-баром с холодильником, мультимедийной системой, системой навигации GPS, доступом в интернет, факсом и DVD-плеером. Мощность двигателя в 230 л.с. (170 кВт), при условии увеличенной массы автомобиля до 2'030 кг, позволяла разгонять его до 100 км/ч за 9,2 секунды, а максимальная скорость составляла 230 км/ч.

## Версии
| Модель                              | Мощность                 | Крутящий момент        | Объем двигателя | Конфигурация двигателя | Максимальная скорость | Разгон 0-100 км/ч | Годы производства |
| ----------------------------------- | ------------------------ | ---------------------- | --------------- | ---------------------- | --------------------- | ----------------- | ----------------- |
| 2,0 турбированный 20-клапанный МКПП | 185 л.с. при 5500 об/мин | 308 Нм при 2200 об/мин | 1998 куб.см     | рядный-5               | 224 км/ч              | 8,9 с             | до 2007           |
| 2,4 20-клапанный МКПП               | 170 л.с. при 6000 об/мин | 226 Нм при 3500 об/мин | 2446 куб.см     | рядный-5               | 217 км/ч              | 9,5 с             | до 2007           |
| 2,4 20-клапанный АКПП               | 170 л.с. при 6000 об/мин | 226 Нм при 3500 об/мин | 2446 куб.см     | рядный-5               | 215 кмч/              | 10,9 с            | до 2007           |
| 3,0 V6 24-клапанный АКПП            | 215 л.с. при 6300 об/мин | 263 Нм при 5000 об/мин | 2959 куб.см     | V6                     | 234 км/ч              | 9,2 с             | до 2004           |
| 3,2 V6 24-клапанный АКПП            | 230 л.с. при 6200 об/мин | 289 Нм при 4800 об/мин | 3179 куб.см     | V6                     | 240 км/ч              | 8,8 с             | до 2004           |
| 2,4 10-клапанный JTD                | 150 л.с. при 4000 об/мин | 305 Нм при 1800 об/мин | 2387 куб.см     | рядный-5               | 206 км/ч              | 10,1              | до 2005           |
| 2,4 многоточечный впрыск АКПП       | 175 л.с. при 4000 об/мин | 330 Нм при 2000 об/мин | 2387 куб/см     | рядный-5               | 220 км/ч              | 9,8 с             | 2003-2006         |
| 2,4 многоточечный впрыск МКПП       | 175 л.с. при 4000 об/мин | 380 Нм при 2000 об/мин | 2387 куб.см     | рядный-5               | 225 км/ч              | 10,2 с            | 2003-2006         |
| 2,4 многоточечный впрыск АКПП       | 185 л.с. при 4000 об/мин | 330 Нм при 1750 об/мин | 2387 куб.см     | рядный-5               | 222 км/ч              | 9,7 с             | с 2006            |